# Lettonie au Concours Eurovision de la chanson 2012
La Lettonie a participé au Concours Eurovision de la chanson 2012 et a sélectionné son artiste et sa chanson via une sélection nationale comprenant une sélection en ligne, deux demi-finales et une finale, organisée par le diffuseur letton LTV.

## Eirodziesma 2012
LTV ouvre officiellement la période de soumissions pour sa sélection nationale Eirodziesma le 1er décembre 2011. Chaque artiste pouvait envoyer deux chansons au maximum jusqu'au 14 octobre 2011. Le 15 octobre, il est annoncé que LTV a reçu un total de 71 chansons.
La sélection de 2012 comprend un certain nombre de changements. Un vote par Internet a lieu du 20 octobre au 1er novembre 2011 sur le site officiel de LTV, au cours duquel le nom des artistes demeure masqués. Selon LTV, cela permet de s'assurer que le public ne se focalise pas sur les noms des artistes mais sur les chansons en elles-mêmes.
La décision finale est entre les mains d'un jury de sept membres qui décide des 20 chansons qui se qualifient pour les demi-finales. Les titres de chansons et leurs auteurs sont révélés lors d'une conférence de presse le 8 novembre 2011 tandis que les chanteurs sont dévoilés le 1er décembre 2011. Les chanteurs sont ensuite soumis à une audition en direct où ils sont évalués par le jury. Des experts se réservent le droit d'accepter ou de refuser les propositions.
La phase télévisée du Eirodziesma comprend deux demi-finales qui sont diffusées le 7 et le 14 janvier 2012 avec 10 chansons dans chaque demi-finale. Lors de chaque demi-finale, cinq chansons se qualifient, sur la base d'un score fondé à 50% sur le vote du public à 50 % sur celui du jury. Le même système de vote est utilisé lors de la finale qui a lieu le 18 février 2012 à Ventspils.

### Demi-finale 1
Les deux demi-finales ont eu lieu à Marupe dans le studio NA.
| Numéro | Artiste                          | Chanson                        | Paroles (p) / Music (m)                                               |
| ------ | -------------------------------- | ------------------------------ | --------------------------------------------------------------------- |
| 1      | Atis Ieviņš                      | Dancer                         | Artūrs Mangulis (m et p)                                              |
| 2      | Nikolajs Puzikovs                | Mīlestības nevar būt par daudz | Artūrs Palkevičs (m), Guntars Račs (p)                                |
| 3      | Maia                             | No Limits To Dream             | Edgars Beļickis (m), Edgars Jass (m), Raitis Aukšmuksts (m), Maia (p) |
| 4      | Samanta Tīna et Dāvids Kalandija | I Want You Back                | Mārtiņš Grunte (m), Oskars Maizītis (p)                               |
| 5      | Angelina et Alisa May            | Rollin’ Up                     | Jevgeņijs Ustinskovs (m), Alisa May (p)                               |
| 6      | Laura Bicāne et Romāns Sladzis   | Freakin’ Out                   | Laura Bicāne (m et p)                                                 |
| 7      | Paula Dukure                     | Celebration                    | Edijs Dukurs (m), Miks Dukurs (p)                                     |
| 8      | Andris Ābelīte                   | We Can Change The World        | Andris Ābelīte (m et p)                                               |
| 9      | Rūta Dūduma                      | My World                       | Rūta Dūduma (m et p)                                                  |
| 10     | PeR                              | Disco Superfly                 | Ralfs Eilands (m), Edmunds Rasmanis (m), Ralfs Eilands (p)            |

### Demi-finale 2
| Numéro | Artiste                    | Chanson             | Paroles (p) / Musique (m)                  |
| ------ | -------------------------- | ------------------- | ------------------------------------------ |
| 1      | Miks Dukurs et NBC         | Sweet For Me        | Miks Dukurs (m et p), Georgijs Girbu (p)   |
| 2      | Valters Gleške et Lība Ēce | Better World        | Valters Gleške (m et p), Māris Orehovs (m) |
| 3      | The 4                      | Get It Started      | BuGaGa Project (m), Sandris Vestmanis (p)  |
| 4      | Anmary                     | Beautiful Song      | Ivars Makstnieks (m), Rolandiņš (p)        |
| 5      | Paul Swan                  | Wanna Be With You   | Kaspars Pudniks (m), Paul Swan (p)         |
| 6      | Roberts Pētersons          | She’s a Queen       | Austris Rietums (m), Līga Markova (p)      |
| 7      | Samanta Tīna               | For Father          | Elmārs Orols (m), Samanta Tīna (p)         |
| 8      | Elizabete Zagorska         | You Are a Star      | Atis Auzāns (m), Kārlis Streips (p)        |
| 9      | Mad Show Boys              | Music Thief         | Garijs Poļskis (m et p)                    |
| 10     | Triānas parks              | Stars Are My Family | Aivars Rakovskis (m), Agnese Rakovska (p)  |

### Finale
| Numéro | Artiste                         | Chanson             | Paroles (p) / Musique (m)                    | Points jury | Télévotes | Total | Place |
| ------ | ------------------------------- | ------------------- | -------------------------------------------- | ----------- | --------- | ----- | ----- |
| 1      | Rūta Dūduma                     | My World            | Rūta Dūduma (m et p)                         | 74          | 478       | 14    | 4     |
| 2      | Samanta Tīna & Dāvids Kalandija | I Want You Back     | Mārtiņš Grunte (m), Oskars Maizītis (p)      | 74          | 973       | 16    | 2     |
| 3      | PeR                             | Disco Superfly      | Ralfs Eilands (m et p), Edmunds Rasmanis (m) | 65          | 2394      | 13    | 5     |
| 4      | Triānas parks                   | Stars Are My Family | Aivars Rakovskis (m), Agnese Rakovska (p)    | 55          | 500       | 6     | 9     |
| 5      | Paula Dukure                    | Celebration         | Edijs Dukurs (m), Miks Dukurs (p)            | 69          | 530       | 11    | 6     |
| 6      | Andris Ābelīte                  | Pēdējais vārds      | Andris Ābelīte (m), Guntars Račs (p)         | 66          | 967       | 11    | 6     |
| 7      | Anmary                          | Beautiful Song      | Ivars Makstnieks (m), Rolands Ūdris (p)      | 70          | 3039      | 18    | 1     |
| 8      | Elizabete Zagorska              | You Are a Star      | Atis Auzāns (m), Kārlis Streips (p)          | 18          | 297       | 2     | 10    |
| 9      | Mad Show Boys                   | Music Thief         | Garijs Poļskis (m et p)                      | 34          | 3081      | 14    | 3     |
| 10     | Roberts Pētersons               | She’s a Queen       | Austris Rietums (m), Līga Markova (p)        | 55          | 1420      | 11    | 6     |

### Super-Finale
| Numéro | Artiste                          | Chanson         | Points jury | Télévotes | Place |
| ------ | -------------------------------- | --------------- | ----------- | --------- | ----- |
| 1      | Samanta Tīna et Dāvids Kalandija | I Want You Back | 112         | 918       | 2     |
| 2      | Anmary                           | Beautiful Song  | 104         | 4645      | 1     |
| 3      | Mad Show Boys                    | Music Thief     | 84          | 4218      | 3     |

## À l'Eurovision
Durant le tirage au sort de la répartition des pays dans les demi-finales qui a lieu le 25 janvier 2012, il est annoncé que la Lettonie participe à la première moitié de la première demi-finale du 22 mai. Le 20 mars 2012, le tirage au sort de l'ordre de passage a lieu pour déterminer dans quel ordre les artistes vont chanter. La Lettonie obtient la 4e position de la première demi-finale entre la Grèce et l'Albanie. Toutefois, lors de cette demi-finale, le pays ne se qualifie pas pour la finale en terminant à la 16e place avec 17 points.

### Points accordés à la Lettonie
| 12 points | 10 points                     | 8 points      | 7 points     | 6 points |
| --------- | ----------------------------- | ------------- | ------------ | -------- |
|           |                               |               |              |          |
| 5 points  | 4 points                      | 3 points      | 2 points     | 1 point  |
|           | - Irlande - Moldavie - Russie | - Azerbaïdjan | - Monténégro |          |

### Points accordés par la Lettonie
| 12 points | Russie   |
| 10 points | Irlande  |
| 8 points  | Danemark |
| 7 points  | Suisse   |
| 6 points  | Finlande |
| 5 points  | Islande  |
| 4 points  | Albanie  |
| 3 points  | Chypre   |
| 2 points  | Moldavie |
| 1 point   | Israël   |

| 12 points | Suède       |
| 10 points | Russie      |
| 8 points  | Estonie     |
| 7 points  | Allemagne   |
| 6 points  | Ukraine     |
| 5 points  | Irlande     |
| 4 points  | Lituanie    |
| 3 points  | France      |
| 2 points  | Royaume-Uni |
| 1 point   | Albanie     |